# St. Stephan (Metzenried)

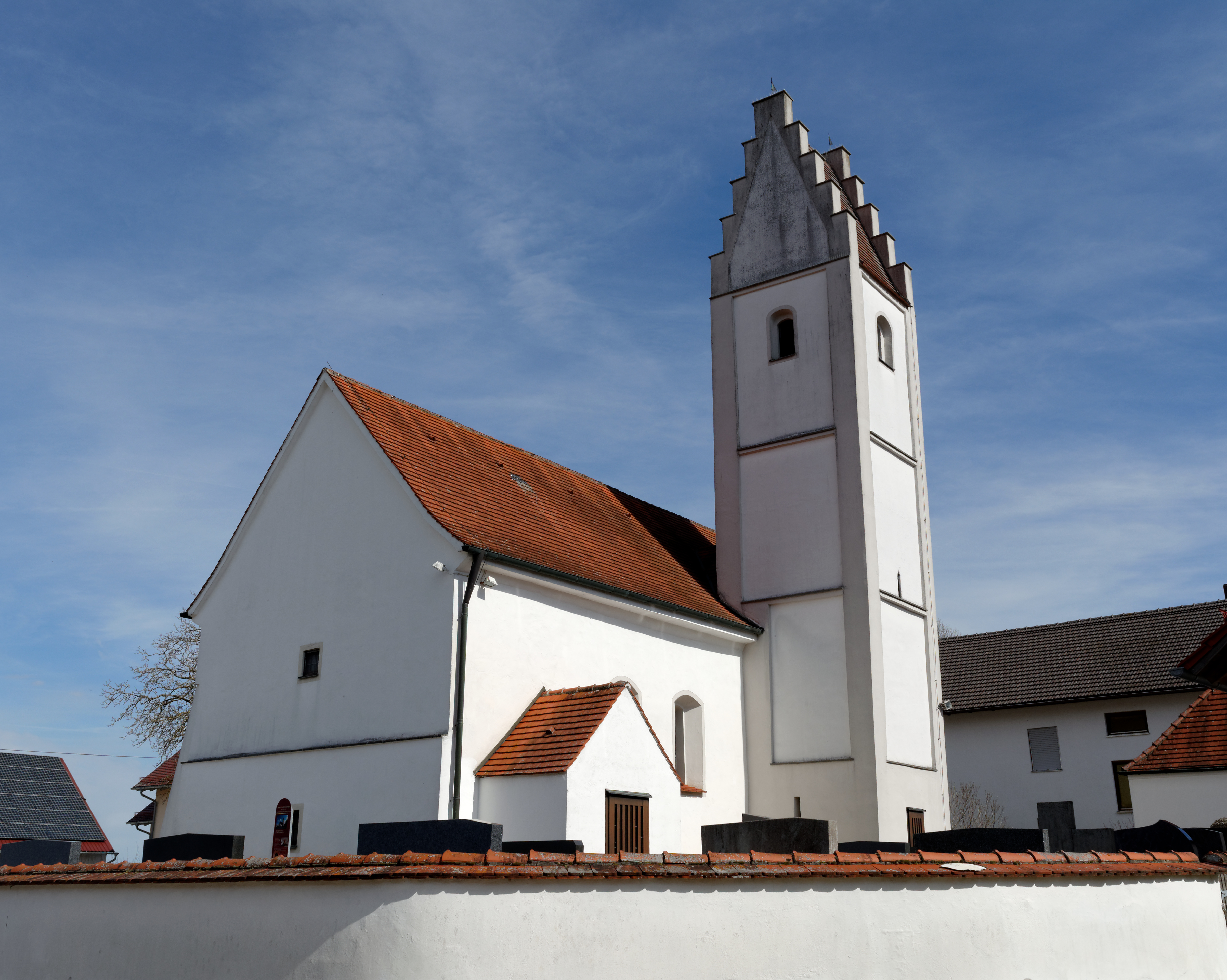
St. Stephan in Metzenried

Die katholische Kirche St. Stephan bzw. St. Stephanus ist ein Baudenkmal in Metzenried bei Schiltberg. Sie ist eine Filiale der Pfarrei St. Michael in Ruppertszell.

## Geschichte
Metzenried, ein Rodungsort des 9. bis 11. Jahrhunderts, gehörte schon früh zur Herrschaft Tandern. Der Ort wurde 1369 das erste Mal urkundlich erwähnt, als Hans der Eiselzrieder, der damalige Schlossherr von Tandern, den Osterhof dem Kloster Indersdorf vermachte. Auch St. Stephan gehörte bis 1934 zur Pfarrei Tandern. Der heilige Stephan galt als Patron der Pferde; am Stephanstag, dem 26. Dezember, fand bis 1961 in Metzenried eine Pferdesegnung statt, zu der Bauern aus der ganzen Umgebung mit ihren Tieren wallfahrteten um sie segnen zu lassen. Nachdem Traktoren in den 1960er Jahren zunehmend die Aufgabe der Pferde in der Landwirtschaft übernahmen, endete auch die Pferdewallfahrt nach St. Stephan. Heute findet noch einmal pro Monat eine Messe in der Kirche statt.

## Baubeschreibung
St. Stephan ist ein flachgedeckter Saalbau. Das Langhaus ist vermutlich aus dem 14., Chor und Turm wohl aus dem frühen 16. Jahrhundert. Der Chor ist dreiseitig geschlossen. Der Satteldachturm mit Treppengiebeln befindet sich an der Südseite des Gebäudes. Die Kirche umgibt ein ummauerter Friedhof.

## Ausstattung
Im südöstlichen Chorfenster finden sich drei Gemälde aus dem 16. Jahrhundert. Während eines die Steinigung des heiligen Stephanus zeigt, tragen die anderen beiden die Inschriften „Herr Conrad von Egenhofen, Pfarrer zue Puchham 1508“ sowie „Herr Hans Spitzmaus vivary zue Tannen 1508“. Die ursprünglichen Altäre im Nararenerstil sind nicht mehr vorhanden. Der heutige Hochaltar aus dem Ende des 17. Jahrhunderts ist vermutlich ein ehemaliger Seitenaltar aus Ecknach. Im Altarblatt von 1730/40 ist der Viehpatron Papst Silvester dargestellt, darunter Ecknach und Personen, die für ihr Vieh beten. Der Auferstehungschristus und das Kruzifix sind aus der zweiten Hälfte des 15. Jahrhunderts.